# Мужчины, женщины и дети
«Мужчины, женщины и дети» (англ. Men, Women & Children) — драма Джейсона Райтмана. В главных ролях снялись такие актёры, как Адам Сэндлер, Эмма Томпсон, Дженнифер Гарнер, Джуди Грир, Дин Норрис и другие. Фильм снят по одноимённой книге Чада Калтгена. 
Премьера состоялась на Кинофестивале в Торонто 6 сентября 2014 года. Фильм вышел в прокат 3 октября 2014 года.

## Сюжет
В фильме рассказывается о взаимоотношениях между родителями и детьми, которые пытаются понять, как Интернет повлиял на их жизнь.

## В ролях
| Актёр            | Роль                 |
| ---------------- | -------------------- |
| Адам Сэндлер     | Дон Труби            |
| Розмари Деуитт   | Хелен Труби          |
| Эмма Томпсон     | голос за кадром      |
| Дженнифер Гарнер | Патриция Белтмейер   |
| Кейтлин Девер    | Бренди Белтмейер     |
| Джуди Грир       | Джоан Клинт          |
| Дин Норрис       | Кент Муни            |
| Энсел Эльгорт    | Тим Муни             |
| Джей Кей Симмонс | Мистер Досс          |
| Фил Ламарр       | психоаналитик        |
| Тимоти Шаламе    | Дэнни Вэнс           |
| Оливия Крочиккия | Ханна Клинт          |
| Деннис Хэйсберт  | любовник Хелен Труби |
| Дэвид Денман     | Джим Вэнс            |
| Елена Кампурис   | Элисон Досс          |
| Уилл Пельтц      | Брэндон Лендер       |

## Восприятие
Фильм получил в основном отрицательные отзывы. На сайте Rotten Tomatoes фильм имеет рейтинг 32 % на основе 133 рецензий критиков, со средней оценкой 4,91 из 10. На Metacritic у фильма — 38 баллов из 100.